# Страбичово
Страбичово — село в Україні, в Закарпатській області, Мукачівському районі.

## Географія
Село розташовано в долині річки Латориці по трасі і залізничній дорозі Мукачево — Чоп.

## Історія
Село, засноване в 1466 p., спочатку було в іншому місці, “на Селищу”, де нині є поле.  В цей час воно належало поміщиці Сіладі Єлизаветі і складалося всього з 12 дворів і називалося просто Селище, село два рази знищувалось турками і татарами. Щоразу воно відновлювалось на іншому місці. 
Цікавою речовою пам'яткою Страбичова є малий церковний дзвін, на якому позначена дата 1594 р. Саме цей дзвін, за переказами наших предків, віднайшли свині, які паслися на полі. Він і зараз скликає жителів села на церковні служби.
В 1649 р. селом володіла дружина князя Дєрдя Ракоці, в ньому проживало 70 кріпосних селян. На той же час в жителів села було 27 коней, 150 волів, 137 корів. Селяни повинні були платити поміщикові 5 бочок вина, обробити виноградники, які знаходилися біля Берегова та сплести по 2 мотузки з кори липи.
У 1872 р. прокладена залізниця.
Понад 3000 мешканців на 1914 рік. Тоді ж — постій коша УСС.
1939 р. — оборонний пункт «Карпатської Січі» проти угорської агресії.

## Храми
Греко-католицький Храм св. великомученика Дмитра. 1903.
Про священика згадують в селі ще близько 1640 р. У 1692 р. “страбичівська церква має ділянку з належностями”.
Дерев’яну церкву св. Дмитра згадують у 1733 p., а священиком тоді був Іван Наливайко. В 1798 р. йдеться про нову дерев’яну церкву, збудовану 1794 р. і посвячену намісником Андрієм Кутком у 1795 р. До Страбичова тоді належали 24 філії, але багато з них були реформатськими селами і налічували лише по кілька греко-католиків.
У 1880-х роках згадують дерев’яну церкву з трьома куполами (очевидно, лемківського стилю).
У 1908 р. в селі було 1223 греко-католики, 32 римо-католики, 53 реформати, 85 євреїв.Нині у селі гарна базилічна церква побудована у готичному стилі з цікавим шпилеподібним завершенням, збудована з 1903 р. по 1905 р. за священика Євгенія Береца, сільського старости Юрія Шпеника, кураторів Андрія Шпеника та Юрія Іваня, церківника Івана Голуба. За 20 років підгнив вертикальний брус, так звана “стріла”, яка тримає хрест.
Нову металеву “стрілу” та оновлений хрест встановили 18 листопада 1923 р. за священика Михайла Шуби. Виконав цю роботу за 1200 чеських корон бляхар з Кошиць (Словаччина) Йосип Паллагій. Останнє малювання в інтер’єрі виконала Тетяна Олесин.
Нову Православну Церкву в с.Страбичово з Благословіння Владики Феодора,Митрополита Мукачівського і Ужгородського, розпочали будувати в 2013 році по ініціативі        кураторів        Лукеча Ю.Ю., Мучичка І.Й., Королович Ю.Ю.,Сорока П.П. та за підтримки православної громади. Архітектурний план церкви та проектно-кошторисну документацію виготовив Кабацій С.В.
08.11.2014року, на Храмове Свято в честь Вмч.Димітрія Солунського, булоосвячено фудамент храму. В 2018 році, майстрами з с.Моностирець виготовленні та встановленні купола на новій церкві.
Протягом 2019-2020року проводилось внутрішнє та зовнішнє оздоблення храму.Церковно-канонічний супровід під час будівництва здійснювали священники о.Віктор(Місо), о.Михаіл(Пак),  о.Петро(Лях). Бухгалтерський облік під час будівництва здійснювала Клованич М.Д.
06.05.2021 року на честь Вмч.Георгія Победоносця, Владика Феодор, Митрополит Мукачівський та Ужгородський освятив  престол нового Храму та очолив першу літургію.

## Населення
Згідно з переписом УРСР 1989 року чисельність наявного населення села становила 3512 осіб, з яких 1676 чоловіків та 1836 жінок.
За переписом населення України 2001 року в селі мешкала 3381 особа.

### Мова
Розподіл населення за рідною мовою за даними перепису 2001 року:
| Мова       | Відсоток |
| ---------- | -------- |
| українська | 98,61 %  |
| угорська   | 0,97 %   |
| російська  | 0,32 %   |
| словацька  | 0,03 %   |

## Туристичні місця
- малий церковний дзвін, на якому позначена дата 1594 р.
-  Храм св. великомученика Дмитра. 1903.
- канали - місця туристичноі рибалки

## Відомі люди
Народилися
- Королович Василь Васильович — народний казкар.
- Керча Юрій Юрійович — український хімік.
- Кобін Василь Васильович — український футболіст.
- Поп Іван Іванович — історик-славіст,мистецтвознавець,публіцист,науковий редактор енциклопедій,педагог вищої школи,автор більше 130 статей з історіїі культури,директор Інституту карпатознавства.
- Поп Юрій Іванович — український та радянський історик, доктор історичних наук, професор, відмінник освіти України.
- Кравченко (Луканинець) Марія Василівна — відомий український мовознавець, доктор філологічних наук.